# Mazagan (groupe)
 (juin 2018).
Si vous disposez d'ouvrages ou d'articles de référence ou si vous connaissez des sites web de qualité traitant du thème abordé ici, merci de compléter l'article en donnant les références utiles à sa vérifiabilité et en les liant à la section « Notes et références ».
Pour les articles homonymes, voir Mazagan.
Mazagan est un groupe de rock qui s’intéresse à la modernisation de la musique populaire marocaine (chaâbi).
Créé en 1998 à El Jadida, le groupe est devenu une des figures importantes de la scène musicale internationale grâce à ses nombreux shows au Maroc, en Afrique, en Europe et au Canada. Mais aussi grâce à ses duos avec des artistes comme Ganga Vibes, Outlandish, Hamid El Kasri, RedOne ou encore Khaled.

## Membres
- Issam Kamal: chant, guitare, mandoline
- Nabil Andalous Ouartassi: batterie
- Bouhssine Foulane: violon, ribab
- Mohammed Hamam: claviers
- Adil Laaqissi: basse
- Abdelhak Amal claviers
- Makram Naoufal Tazi : percussions

## Biographie
L’Histoire de Mazagan remonte à 1997 quand Issam Kamal retrouvait ses amis d’adolescence Hammouda, Abdelhak et Younes pour partager des moments de musique autour d’un café sous la belle étoile. Ne disposant pas d'un lieu de répétition, le quartet, inséparable, investie  pendant tout l'été 1997 une des rues de la  ville et compose ces toutes premières chansons sous les regards de tout le quartier.
En janvier 1998, Issam Kamal propose de créer un groupe en bonne et due forme. Parmi plusieurs propositions de noms (Mazagan, Bip Sonor, Nour...) "Mazagan" a été choisi car il représente fidèlement l'appartenance et l'orientation culturelle du groupe.

Quelques mois plus tard, Issam Kamal âgé de 15 ans, va à la rencontre du délégué du ministère de la Culture à El Jadida pour lui proposer de soutenir le groupe, ainsi Mazagan monte pour la première fois sur scène le  3 juillet 1998 dans le parc Mohammed-V devant un public de 10 000 personnes. Le groupe a chanté des reprises uniquement (raï et Gnaouas) et a mérité la sympathie de l'audience.

Après ce petit succès, le groupe est très motivé et décide de participer au "Boulevard des jeunes musiciens", l'unique tremplin de jeunes groupes au Maroc qui a lieu annuellement à Casablanca dans la salle de la FOL (fédération des œuvres laïques). N’ayant pas de batteur ni de bassiste, Mazagan n'a pas réussi aux présélections de 1999, ni à celles des années suivantes.
En 2004, Mazagan emprunte la salle de projection de l’alliance franco-marocaine d’El Jadida pour y enregistrer sa première démo incluant 3 compositions (Allah Allah, Mina, La casa d’España) et 1 reprise (laâbou Bik) de l'Orchestre national de Barbès. La démo joue son jeu et Mazagan est accepté finalement pour jouer au Boulevard des jeunes musiciens.

Entre-temps, Issam Kamal et Younes Ramzi partent le 3 avril 2004 en France en tournée avec le groupe « Afouss ».  Après un mois de tournée, et à la suite d'une mésentente avec le leadeur du groupe, Younes Ramzi part s’installer en Italie et Issam Kamal décide de quitter « Afouss » et rentre au Maroc avec un seul objectif en tête, le boulevard des jeunes musiciens.
Rejoint par Noureddine Tarda à la basse et Adnane Lebbar à la batterie, et privé de son chanteur Younes Ramzi, Mazagan, mené par son nouveau chanteur Issam Kamal n'a pas su convaincre le jury présidé par le virtuose batteur algérien Karim Ziad, mais au moins, il a eu la chance de s'exprimer devant un public comptant plus de 20 000 personnes.
Le groupe est rejoint dans les loges du Boulevard par Khalid El Hariry, homme politique originaire d'El Jadida qui déclare avoir apprécié le show et propose son aide.

Usant de ses contacts bien placés, Khalid El Hariry arrive à programmer deux concerts de Mazagan à la 2e édition du festival Été musical d'El Jadida organisé par le ministère de la culture, et à la surprise de tout le monde, le groupe offre deux concerts énergétiques  et gagne les foules de sa ville.

En juin 2004, Issam Kamal s’installe à Casablanca pour travailler dans un centre d'appel et tente de trouver de nouveaux musiciens, ainsi il rencontre  Nabil Andalous et Ali Aît Tahiri, qui rejoignent le groupe respectivement en tant que batteur et bassiste. Évoluant dans un univers rock, les deux nouveaux apportent une grande énergie rythmique : la formule est idéale, Mazagan auto-produit  sa première maquette en 2005 qui donne ensuite naissance à un premier album  fait maison « la tradition qui coule ».

### La tradition qui coule
Faute de moyens, ce premier album est auto-produit en 2005 par Issam Kamal dans son appartement à Casablanca, ce qui explique la qualité de son très moyenne qui a réduit la réaction de la presse à des textes d'encouragement.
Cependant grâce à ce disque, Mazagan continue à tourner dans les festivals qui, surpris par la solidité du live, réinvitaient le groupe encore et encore.
Mazagan, multipliant les communications, se construit très rapidement une réputation de groupe de scène et fait le tour de plusieurs  festivals (les nuits de la Méditerranée, Tanjazz, Alegria...) et s'exporte pour la première fois au Sénégal pour participer au festival "Dakar hip-hop Awards" en octobre 2006.

En février 2007, le quintet est invité au festival de Dakhla (dans l'extrême sud du Maroc) où il rencontre son futur violoniste Bouhssine Foulane qui accompagnait le groupe Amarg Fusion. D'origine subsaharienne, Foulane maîtrise le chaâbi (pop) marocain et apporte à la musique de Mazagan la touche d'authenticité qui lui manquait. La formule est parfaite, Mazagan arrive à convaincre les directeurs artistiques  des  plus grands festivals au Maroc à l'époque, et suscite la curiosité de la presse locale.

2008 est marqué par l'arrivée de "Mohammed Hamam" (Simo pour les intimes), 2e clavier, qui est aussi producteur chez radio MFM et directeur artistique du club Montecristo Marrakech.

Le 1er mai 2008, Mazagan donne son premier concert en Europe et plus précisément à Lille en France dans le cadre du festival international de la soupe.

Ensuite Mazagan participe à "Mawazine", le plus gros festival au Maroc et en Afrique, et gagne ainsi l’intérêt des médias marocains et internationaux (Radio France internationale, radio 2M, 2M TV, RTM...).

Aziz Daki, directeur artistique de Mawazine, demande au groupe d'assister au concert de clôture du 24 mai 2008 car une surprise l’attendait. Une fois sur place, Mazagan découvre que le roi du Maroc lui a fait don de 250 000 dhs (environ 25 000 €) et a donné son ordre à la SNRT (Société nationale de radios et télévisions) de lui produire un clip vidéo.

Cet encouragement royal fait couler énormément d'ancre et propulse la notoriété du groupe. Ne perdant pas de temps, "Issam kamal" rencontre "Ali Faraoui" qui produisait à l'époque le deuxième album du groupe Darga dans son studio Plein les oreilles à Casablanca, et décide de travailler sur le 2e album de Mazagan. Ne ménageant pas d'effort, Doukkala air lines sort en août 2008.

### Doukkala Air lines
À travers cet album, Mazagan se démarque comme l'unique artiste ayant donné une dimension internationale à la musique populaire marocaine. Un nouveau style est donc né: le "Chaâbi-Groove".

A Labess, titre phare de cet opus, devient très vite un tube national qui tourne toutes les heures dans les radios marocaines et plus spécialement sur les ondes de radio 2M.

Contente du succès de A Labess, cette dernière est intéressée par d’autres titres du même album comme Dada Hyani, Mohammed...

L'album est très vite diffusé par Radio Aswat, Chada FM, Casa FM, Hit Radio, Rabat Chaine inter...

Toujours en août 2008, Mazagan interprète A Labess à Studio 2M, la plus importante émission évènement au Maroc diffusée sur 2M TV en première partie de soirée.

En 2009, Grâce à sa notoriété grandissante et à son concept innovateur (Chaâbi-Groove), Mazagan repart en tournée à travers le Maroc (festival Gnaouas et musique du monde, festival Timitar, festival Amwaj...) et s'exporte à Nouakchott en Mauritanie, puis en Belgique : à Louvain-la-Neuve devant 5 000 spectateurs et à Bruxelles devant 20 000 spectateurs, puis en Espagne à Barcelone où il se produit devant plus de 30 000 spectateurs.

### Groovawahia
De retour au pays, Issam Kamal produit Groovawahia dans son nouveau studio installé dans son appartement à Casablanca, nouveau single en duo avec le groupe de reggae Ganga Vibes, ce titre sera inclus comme bonus lors de la réédition de Doukkala Airlines en 2009. Mazagan est invité sur plusieurs plateaux TV pour interpréter Groovawahia son tube de l'an et pour promouvoir le vidéoclip de A labess qui sort à peine des  studios de la SNRT.

### Korsalive
2M TV qui accompagne le groupe depuis 2008, produit en 2009 un live de Mazagan de 30 min intitulé Korsa live présenté par le jeune animateur Younes Lazrak.

Ce live diffusé à plusieurs reprises et regardé plus de 200 000 fois sur YouTube confirme la valeur de Mazagan comme un des meilleurs artistes marocains sur scène.

En 2010, le groupe repart en tournée nationale incluant de prestigieux festivals (festival de Casablanca, Mawazine, Alegria, Tanjazz, Moonfest, Awtar, les nuits de la Méditerranée, Festival des Gnaouas...) suivi d'une tournée internationale commençant par la France (Dieppe Scène Nationale), passant par le Canada (festival international rythmes du monde à Chicoutimi devant plus de 15 000 personnes & festival Journées d'Afrique à Québec devant plus de 10 000 personnes), puis revenant en France pour un concert à la cité de la musique de Paris dont une partie a été diffusée le jour même sur France Ô. La tournée 2010 prend fin en Espagne au Mercat de la Musica viva de Vic le 18 septembre.

### MazaganfeatOutlandish
À la fin de 2010, Mazagan profite de ses moments de répit pour produire un nouveau single Ayli Ayli, cette fois-ci en duo avec le groupe danois Outlandish. L'enregistrement se fait entre Casablanca et Copenhague et le titre voit le jour le 10/10/2010. Il s'agit d'une fusion electro rock chaâbi, un son avant-gardiste dans l'histoire de la musique populaire marocaine. Comme ses précédents, Ayli Ayli tourne régulièrement sur les ondes des radios marocaines mais aussi françaises, particulièrement sur Beur FM.

Quelques mois plus tard, Ayli Ayli séduit EMI Music France qui souhaite l'inclure dans sa nouvelle compilation Urban Rai 2011. Ce disque est sorti le 14 mars 2011 en France, Monaco, Andorra, DOM-TOM, Belgique, Luxembourg et en Suisse

## Faits marquants 2011
- le 2 février : Mazagan reporte la sortie de son 3e album studio Tajine Electrik à la suite des révolutions en Tunisie et en Égypte.
- Le 20 février: un mouvement contestataire demandant plus de démocratie parcourt les artères des grandes villes au Maroc, Mazagan se positionne "POUR" les manifestations et reporte la sortie de Tajine Electrik pour la 2e fois.
- Le 26 février, après ses balances au festival de Dakhla, Mazagan a été victime d'un incendie au niveau des loges d'artistes provoqué pas les violentes émeutes  qu'a connues la ville la veille. Le groupe a dû annuler son concert par précaution.
- Le 1er avril : Mazagan lance le single Abdelillah extrait de l'album Tajine Electrik" et dévoile la pochette de ce dernier.
- Le 28 avril : un acte terroriste fait 15 morts à Marrakech lors d'une explosion au café Argana sur la place Djemaa el Fna. Mazagan va sur place le jeudi 5 mai pour protester contre le terrorisme.
- Le 10 mai : Issam Kamal fait un grave accident de voiture sur l'autoroute Rabat/Casablanca et s'en tire indemne.
- la tournée 2011 de Mazagan se déroule majoritairement en salles en attendant sa tournée canadienne qui le mènera à Montréal, à Québec, et à Chicoutimi à partir du 28 juillet 2011.
- Tajine Electrik est auto-produit par Mazagan, mixé et masterisé aux Pays-Bas (Amsterdam) au studio House Of Virgil, devrait voir le jour le 21 juin 2011.

## Tajine Electrik
Sorti en juillet  2011, Tajine Electrik est quelque part l’album de maturité de Mazagan. Plusieurs influences traditionnelles et modernes y sont fusionnées avec succès. Très vite, des titres comme Ayli Ayli, La Vignette, Atay, ou encore Abdelillah deviennent des tubes qui tournent en boucle sur les ondes marocaines, mais également ailleurs en Europe Beur FM, RTVE…).

## Tajine Electrik Touret engagement social
Le groupe entame dès juillet 2011 sa nouvelle tournée (Tajine Electrik Tour) qui le mène en Italie (Vérone et Venise) et au Canada (Chicoutimi, Québec) puis au Maroc. Les recettes de la tournée marocaine (septembre-décembre) sont consacrées à un programme de lutte contre le VIH en collaboration avec l’ALCS (association de lutte contre le sida).

## MazaganfeatKhaled&RedOne
L'idée d’un duo avec Khaled est née à la suite de la rencontre d’Issam Kamal et du Hit Maker suédois d’origine marocaine RedOne (Nadir Khayat). Un an plus tard, le projet voit le jour dans le studio de RedOne à Tétouan (Maroc). Dima Labess est le titre de cet opus qui fait partie du nouvel album de Khaled sortie le 3 septembre 2012 chez Universal Music France.

## Adam
Ce nouveau single, paru en début décembre 2012, est un appel à la paix, à la tolérance et au dialogue entre les religions et les différents courants idéologiques. Écrit par Issam Kamal, ce titre marque un nouveau point de départ intellectuel pour Mazagan tout en préservant sa ligne musicale qui mêle tradition et modernité.

## Discographie
- 2005 : album : La Tradition qui coule
- 2008 : album : Doukkala air Lines
- 2009 : Groovawahia (single en duo avec Ganga Vibes)
- 2009 : compilation La diversidad de las músicas actuales de Marrueco
- 2010 : Ayli Ayli (single en duo avec Outlandish)
- 2011 : compilation Urban Raî par Emi Music
- 2011 : Abdelillah (teasing du prochain album Tajine Electrik)
- 2011 : album : Tajine Electrik
- 2012 : Dima Labess (duo avec Cheb Khaled et RedOne)
- 2012 : Adam (single)